# Димитър Юруков
Димитър (Мите, Мице) Юруков (Юрука) е български е български хайдутин и революционер от Македония, участник в Кресненско-Разложкото въстание.

## Биография
През октомври 1878 година се включва в Кресненско-Разложкото въстание и действа в района на Кършияка, по западния бряг на Струма. Тодор Страхинов пише, че докато се водят боевете в Кресненското дефиле и вниманието на турците е насочено в тази посока, войводите Златко, Иван Атанасов и Мите Юрука, „като разбрали, че пред тях няма ни турска войска, ни башибозук, че и селата пред тях били български, започнали да воюват безопасно: превземат селата Рибница, Горема и пр. дори и селата Старчево, Палат до Яково, Петърчката околия.“
През 1885 година в Кюстендил, веднага след завръщането си от харамийски набег в Османската империя, Юруков заедно със Стоян Богданцалията командва чета от 110 души, която взима участие в Сръбско-българската война. Участва в сраженията при Брайкьовци и Славиня. За проявена храброст е награден със сребърен кръст „За храброст“.
Същата година участва в четническата акция на Адам Калмиков, като е подвойвода заедно с Ташко войвода от Магарево, Ристе войвода от Сланско и Кольо войвода.